# Kralj Ojdip
Kralj Ojdíp (starogrško: Οἰδίπους Τύραννος) je Sofoklejeva tragedija, prvič uprizorjena okoli 429 pr. n. št. v Dionizovem gledališču v Atenah
Delo je eno od treh tebanskih dram, ki so se ohranile, in čeprav je bilo napisano drugo po vrsti, je kronološko umeščeno pred Ojdipom v Kolonu in Antigono.
Pred začetkom tragedije glavni lik Ojdip postane vladar mesta Teb, s čimer se izpolni prerokba, da bo ubil svojega očeta (Laja, prejšnjega kralja) in se poročil z materjo Jokasto, ki jo je dobil za kraljico, ker je rešil sfingino uganko. Dogajanje se vrti okoli Ojdipovega iskanja Lajevega morilca, da bi v mestu odpravil kugo, pri čemer se ne zaveda, da storilec ni nihče drug kot on sam. Sčasoma resnica pride na dan. Jokasta se obesi, Ojdip pa si iz groze nad očetomorom in incestom iztakne oči.
Kralj Ojdip velja med strokovnjaki za eno najboljših literarnih del antične Grčije. V svoji Poetiki se nanjo večkrat navezuje Aristotel, ko ponazarja glavne značilnosti tragedije.
Tragedija odpira teme usode in svobodne volje, krute resnice, slepote, moralne krivde in kazni, človečnosti, oblasti ter incesta.

## Nastopajoče osebe
Govoreče:
- Ojdip, tebanski kralj
- Jokasta, tebanska kraljica
- Kreon, Jokastin brat
- Tejrezij, videc
- Duhovnik
- Sel iz Korinta
- Lajev pastir
- Služabnik na Ojdipovem dvoru
- Zbor tebanskih starešin

Neme:
- Deček, ki spremlja slepega vidca Tejreziasa
- Antigona in Ismena, Ojdipovi hčerki
- Spremljevalci

## Zasnova zgodbe
Tebanski kralj Laj je z ženo Jokasto dolgo živel v zakonu brez otrok. Zaradi želje po dediču je o tem v preročišču v Delfih vprašal boga Apolona, ki mu je odvrnil, da bo sina dobil, a da mu bo vzel življenje.
Neugodna napoved je bila posledica kletve kralja Pelopsa, kateremu se je Laj v mladosti zatekel, gostoljubnost pa naj bi povrnil z ugrabitvijo in zlorabo njegovega sina.
Laj se krivde zaveda in z ženo dolgo živita ločeno, toda kljub opominu usode ju ljubezen zopet združi in Jokasta zanosi. V želji, da se božji napovedi izogneta, se odločita, da novorojenca s prebodenimi in zvezanimi nogami prepustita divjini. Služabnik, kateremu opravilo naložita, pa se dečka usmili in ga izroči pastirju korintskega kralja Poliba. Služabnik kraljevemu paru sporoči, da je delo opravljeno, in pomirjeno živita naprej, misleč, da sta otroka obvarovala očetomora in da je izpolnitev prerokbe nemogoča.
Polibov pastir dečka po ranah na prebodenih gležnjih imenuje za Ojdipa oz. tistega, ki je oteklih nog – Oidipodos. Odnese ga k svojemu gospodarju in ker ta ni imel otrok, ga z ženo na dvoru posvojita. Ob vzorni in ljubeči vzgoji Ojdip odrašča v srečnem prepričanju, da je kraljev sin in dedič.
Toda na neki zabavi mu neki Korinčan v pijanosti in iz zavisti zakliče, da ni pravi sin svojega očeta. Očitek Ojdipa hudo prizadene in od staršev, besnih na nesramneža, zahteva pojasnilo. Toda Polib in žena Meropa mu odgovarjata nejasno in kljub izraženi naklonjenosti in ljubezni mu dvomov ne moreta pregnati.

V negotovosti se Ojdip skrivaj odpravi v Delfe, da bi izvedel resnico o svojem izvoru. Toda odgovor, ki ga dobi, je naslednja napoved:
»Ti boš,« je govorilo preročišče, »ubil svojega lastnega očeta, se oženil s svojo materjo in zapustil ljudem potomstvo ostudnega rodu.«
Iz bojazni, da bi se prerokba uresničila in v prepričanju, da sta ljubezniva Polib in Meropa zares njegova starša, se ni upal vrniti v domovino. Zato se napoti na tuje. In zgodilo se je, da na razpotju naleti na voz, na katerem je bil neznani starec v družbi spremstva. Na ozkem prehodu pešca osorno naženejo in Ojdip, ki je bil po naravi nagle jeze, udari voznika. Prepir se sprevrže v spopad. Ojdip v samoobrambi ubije starca in njegovo spremstvo, le nekemu hlapcu uspe pobegniti.
Umorjeni starec ni bil nihče drug kakor Laj, tebanski kralj in morilčev oče, toda ker na sebi ni imel nobenega znamenja dostojanstva, Ojdip še slutil ni, kaj je v resnici storil. Med tem je hlapec iz sramu, da jih je premagal le en sam mož, v Tebe sporočil, da je kralja ubila tolpa razbojnikov.
Kmalu za tem se pred vrati mesta Tebe pojavi krilata pošast sfinga, katere sprednji del je imel podobo device, zadnji pa leva. Prebivalcem je zastavljala uganke, ki se jih je naučila od muz, in kdor je ni pravilno rešil, ga je nasilno usmrtila. Prišla je v času, ko je mesto še žalovalo za prejšnjim kraljem, ki ga je nadomestil brat kraljice Jokaste, Kreont.

Pripetilo se je, da je sfinga uganko zastavila tudi njegovemu sinu, in ker je ni znal rešiti, je ubila še njega. Uganka se je glasila:
»Kaj je to – zjutraj hodi po štirih, opoldne po dveh in zvečer po treh; čim več nog ima, počasnejše je?«
Stiska je Kreonta privedla do javne razglasitve, da bo tistemu, ki bo mesto rešil pred pošastjo, dal kraljestvo in roko svoje ovdovele sestre. Takrat se pred tebanskimi vrati pojavi Ojdip. Svojega življenja zaradi grozeče prerokbe ni dosti cenil, zato stopi k sfingi, da bi slišal uganko. Ko jo sliši, se nasmehne, saj se mu sploh ne zdi težka:
»Tvoja uganka je človek,« ji odvrne, »ki v jutru svojega življenja, dokler je še slaboten otrok in brez moči, hodi po svojih dveh nogah in dveh rokah; ko se okrepi, hodi ob poldnevu svojega življenja le po dveh nogah; ko pa naposled pride na večer svojega življenja kot starec in potrebuje opore, si vzame na pomoč palico kot tretjo nogo.«
Sfinga se osramočena vrže v prepad. Ojdip v zahvalo prejme tebansko kraljestvo in kraljico vdovo, Jokasto, svojo lastno mater. Iz krvoskrunskega zakona se mu rodijo štirje otroci, dvojčka Eteokel in Polinejk, ter hčerki Antigona in Ismena.
Za prebivalce je sledilo obdobje miru in blagostanja, Ojdip pa je bil spoštovan in priljubljen. Toda sčasoma v Tebah izbruhne kuga in ljudstvo začne strašno trpeti.
Tu se dogajanje Sofoklejeve tragedije prične.

## Obnova zgodbe
Ljudstvo se zateče k svojemu kralju Ojdipu, ki jih je ob pomoči boga že rešil smrti oz. sfinge: »Bog ti je dal – v tem smo si vsi edini –, da vrnil si življenje nam svobodno,« ga nagovarja duhovnik.
Ojdip sočustvuje z ljudstvom in pravi, da je v Delfe že poslal svaka Kreonta, da vpraša, kako se more rešiti mesto. Ravno takrat vstopi Kreont in vpričo vseh pove, da deželo pesti zločin, umor kralja Laja. Bogovi za krivce zahtevajo kazen, kdor koli naj že bo.

Ojdip zato začne poizvedovati o njegovem umoru. Tega se ne loti le zaradi zadoščevanja mestu in bogu, temveč tudi zaradi sebe. Razglasi, naj se vsak, kdor kaj ve o Lajevem umoru, pojavi. V zameno obljubi plačilo in hvaležnost mesta. Morilca samega pa ob tem hudo prekolne in mu napove pogubo. Ne prizanese niti sebi, če bi slučajno živel na dvoru:
»Zadene pa naj kletev tudi mene, ki drugim jo na glavo grešno kličem, če ubojnika vedé trpim na domu!«
Poleg tega k slepemu vedežu Tejreziju, ki slovi po preroškosti, pošlje dva sla. Vedeža prosi, naj jim pomaga, toda on se brani in se želi vrniti domov. Ojdip začne siliti vanj, nato pa celo obsodi, da je sodeloval pri umoru; in če ne bi bil slep, bi ga imel za morilca samega. Tejrezij zaradi obtožbe spregovori, da je morilec prav Ojdip in da živi v s svojo materjo v prekletem razmerju: 
»Zahtevam zdaj, da sam izpolniš svoj ukaz: poslej ne ogovarjaj več ne teh ne mene, ker ti si z grehom nam okužil dom! […] Ne veš, kako ogabna vez, kak greh z najbližjo veže te krvjo.«
Toda Ojdip ostane zaslepljen. Še več, vedeža razglasi za čarovnika, spletkarja in sleparja, osumi pa tudi svojega svaka Kreonta. Obdolži ju zarote proti prestolu. Tejrezij ga še natančneje označi in mu napove bližnjo usodo, nato pa v jezi odide.
Kmalu se pojavi Kreont, ki je slišal za obtožbe kralja, in med njima vznikne hud prepir, ki ga začasno prekine Jokastin prihod.
Ojdip ji pove, da ga je Tejrezij označil za Lajevega morilca, ona pa vedeža še v večji zaslepljenosti začne preklinjati. »Preroškega darú – živ duh ga nima, to brez težave ti lahko dokažem,« mu pravi in nadaljuje, da je bilo Laju nekoč prerokovano, da ga bo ubil njegov sin, ko pa ga je ubila tolpa razbojnikov, svojega edinega sina pa sta pri treh dneh zavrgla.
Toda kraljičine porogljive besede so Ojdipa nadvse vznemirile. Začne jo spraševati o umoru in z grozo vprašuje še naprej v želji, da bi novi odgovori srhljivo odkritje nenadoma prikazali kot zmoto, a vse okoliščine umora se ujemajo. Še več, ko je hlapec, ki mu je uspelo pobegniti, ob vrnitvi v Tebe izvedel, da na Lajevem prestolu sedi Ojdip, je Jokasto rotil, naj ga pošlje čim dlje stran od mesta. Ojdip naroči, naj se čim prej vrne, saj lahko edino on potrdi, ali so Laja zares ubili razbojniki ali pa ga je ubil eden.
Še pred hlapčevo vrnitvijo na dvor pride sel iz Korinta. Sporoči, da je Ojdipov oče Polib umrl naravne smrti in da ga je državni svet določil za naslednika. Ob novici se kraljevi par nekoliko pomiri, a Ojdip še vedno ni želel v Korint, da se drugi del prerokbe ne bi izpolnil. Skrb zaupa selu in ta mu razodene, da Polib v resnici ni bil njegov oče, saj mu je Ojdipa izročil ravno on sam, ko ga je med pašo na neki planini dobil predrtih nog od nekega pastirja, Lajevega služabnika. Izkaže se, da je to isti hlapec, ki je po Lajevem uboju pobegnil in po katerega je poslal Ojdip.
Ob prihodu pastirja ga sel iz Korinta prepozna in ves bled želi vse utajiti. Šele na grožnje Ojdipa naposled izpove resnico: Laj in Jokasta sta Ojdipa zaradi prerokbe, da bo ubil očeta, izročila v pastirjeve roke, on pa ga je iz usmiljenja pustil živeti.
Dvoma ni nobenega več. Po poročanju sluge Ojdip blazno blodi naokrog in zahteva meč, pridrvi v svojo spalnico in v grozi zazre obešeno Jokasto. Truplo položi na tla in zlato zaponko, ki ji spenja haljo, si zasadi v oči. Nato zahteva, naj ga pokažejo tebanskemu ljudstvu kot morilca svojega očeta in moža svoje matere. Služabniki mu iz sočutja ustrežejo, prihiti pa tudi Kreont, a ne zlonamerno, temveč da bi ga skril ljudem in priporočil njegovim otrokom. Ojdip mu hvaležno prepusti prestol in skrb za svoji hčerki, nato pa kakor slep berač odide iz mesta.

## V slovenski literaturi
Prvič je Kralja Ojdipa v slovenščino prevedel duhovnik in klasični filolog Franc Omerza za dijaško glasilo Mentor (1917/8–1918/9, dLib) Zavoda sv. Stanislava. Naslednji prevod je iz 1922 Antona Sovreta, ki je delo 1944 še enkrat prevedel, pri čemer je namesto izvirnega metruma uporabil nerimani jambski deseterec in odpravil rime. Vmes je 1941 besedilo pesniško, a od izvirnika oddaljeno, prevedel Fran Albreht.
Sorodnost motivov tragedije se kaže pri bajki Rojenice sodiju svetemu Matiju, ki jo je popisal Matija Valjavec. Matija po prerokbi, da bo ubil očeta in mater, pobegne v tujino in se tam poroči. Nekoč mu pride naproti hudobec in pove, da pri ženi spi neki tuji človek. Vrne se domov in vidi, da v postelji ležita moški in ženska. S sekiro jima odseka glavo, takrat pa naproti pride žena z novico, da sta na obisk prišla njegova mati in oče.
Prim. tudi Kraljev sin se je sežgal, a vseeno ubil starša.